# Samuel Senff
Samuel Senff auch Senf, (* 19. April 1612 in Schortau; † 8. Januar 1688 in Stolpen) war ein evangelisch-lutherischer  Pfarrer in Sachsen.

## Leben
Samuel Senff war ein Sohn des evangelischen Pfarrers Andreas Senff (* um 1560) und dessen Ehefrau Christina Babius († 1661). Er studierte ab 1630 in Wittenberg bei dem Philosophen Johannes Scharff und bei dem Theologen Johann Hülsemann. Ab 1632 studierte er in Jena bei dem Philosophen Daniel Stahl sowie bei den Theologen Johann Gerhard und Johann Himmel. 1635 wurde er Magister und habilitierte sich noch im selben Jahr. Er verließ Jena wegen des Dreißigjährigen Krieges und wurde 1636 Feldprediger in Zeitz, 1638 Pastor in Höckendorf (Laußnitz), 1643 Pfarrer in Possendorf und 1653 Pfarrer in Stolpen, wo er bis zu seinem Lebensende wirkte.
Senff war dreimal verheiratet. Aus seiner (3.) Ehe (1663) mit Magdalena Justina Linck, einer Tochter des Freiberger Dompredigers Carl Linck († 1658), entstammten u. a. der Pfarrer Carl Samuel Senff (1666–1729) sowie Magdalena Sybilla Senff (1671–1713), die Mutter des Altertumsforschers, Philologen und Pädagogen Samuel Friedrich Bucher.

## Werke
- Disputatio ethica (…) An homo summum in hac vita bonum consequi possit. [Habilitationsschrift], Jena, 1636.
- Eloquentia Iobi. [Leichenpredigt auf Hans Wilhelm von Buchner, „auf Dörmsdorff, Kettwitz und Deißewitz, Rittmeister“].[7] Dresden, 1650.
- Επτάνθινος στέφανος.[8] [Leichenpredigt auf Johann Fleischer, Pastor zu Kreischa]. Dresden, 1651.
- Παραδείσου πνευματικοπόταμος, i. e. der geistliche Paradieß-Strom. [Leichenpredigt auf Anna Catharina von Schweinitz]. Dresden, 1655.
- Uber- und Wieder-Gabe der Schloß-Capellen Auff dem Churfürstl. Sächs. Berg-Vestungs-Hause Stolpen. [Predigt]. Dresden, 1661.
- Schrifftmäsiger Bericht Von des himmlischen Haus-Vaters eigenthümlichen Weinberges zum Stolpen Gnädiger Pflantzung, zorniger Verwüstung und christlicher Wiedererbauung (…) [Brandpredigt.] Dresden, 1671.
- Annus fidelium pastorum spiritualis, geistlicher Seelen-Hirten Ring. [Leichenpredigt auf David Christian Zeißen, Pfarrer in Wilschdorff bei Stolpen.] Zeitz, 1680.